# Bandera del estado Nueva Esparta
La bandera del Estado Nueva Esparta, Venezuela, está compuesto por tres franjas horizontales de tamaños desiguales: una ancha de color amarillo con un semicírculo blanco, recordando el sol caribeño y las riquezas; otra verde que simboliza la naturaleza y la tierra, donde destacan la presencia de tres estrellas blancas para representar a las islas de Margarita, Coche y Cubagua, que integran el estado y, finalmente, una azul oscuro que representa el Mar Caribe.
El estado Nueva Esparta adopta esta bandera según Decreto N° 816 del 10 de agosto de 1998.

Adóptese como símbolo del Estado Nueva Esparta el diseño ganador del concurso “Bandera del Estado Nueva Esparta”, cuyas características y especificaciones son: El plano se divide en tres barras horizontales asociando al Mar Caribe, la Isla de y el Cielo; tres estrellas que representan las tres Islas que conforman el Estado Nueva Esparta; Margarita, Coche y Cubagua, medio círculo blanco ubicado en el centro óptico del plano que simboliza la unidad y la pureza de la región Neoespartana. La propuesta cromática está basada en cuatro colores que representan, el amarillo: al cielo tropical; el verde: la vegetación, la tierra, la vida; el azul: al Mar Caribe, profundidad: el blanco: la espiritualidad y la pureza. Con una medida de 60 cm de largo por 40 cm de ancho.

- Datos: Q1827537